# Heidelandschaft westlich Mörfelden-Walldorf mit angrenz. Flächen
Heidelandschaft westlich Mörfelden-Walldorf mit angrenz. Flächen este o arie protejată (arie specială de conservare — SAC, sit de importanță comunitară — SCI) din Germania întinsă pe o suprafață de 225,92 ha, integral pe uscat.

## Localizare
Centrul sitului Heidelandschaft westlich Mörfelden-Walldorf mit angrenz. Flächen este situat la coordonatele 50°00′04″N 8°30′42″E / 50.0011°N 8.5117°E.

## Înființare
Situl Heidelandschaft westlich Mörfelden-Walldorf mit angrenz. Flächen a fost declarat sit de importanță comunitară în iulie 2001 pentru a proteja 12 specii de animale. Situl a fost protejat și ca arie specială de conservare în martie 2008.

## Biodiversitate
Situată în ecoregiunea continentală, aria protejată conține 6 habitate naturale: Vegetație psamofilă uscată cu Calluna și Genista, Vegetație psamofilă uscată cu pășuni deschise de Corynephorus și Agrostis, Ape stătătoare oligotrofe până la mezotrofe, cu vegetație de Littorelletea uniflorae și/sau de Isoëto-Nanojuncetea, Lacuri eutrofice naturale cu vegetație de tip Magnopotamion sau Hydrocharition, Păduri de stejar sau de stejar și carpen sub-atlantice și medio-europene de Carpinion betuli, Păduri acidofile de stejar bătrân cu Quercus robur pe câmpii nisipoase.
La baza desemnării sitului se află mai multe specii protejate:
- păsări (6): fâsă-de-câmp (Anthus campestris), capîntortură (Jynx torquilla), sfrâncioc roșiatic (Lanius collurio), ciocârlie de pădure (Lullula arborea), mărăcinar negru (Saxicola torquatus), pupăză (Upupa epops)
- amfibieni (1): triton cu creastă (Triturus cristatus)
- mamifere (2): liliac cu urechi mari (Myotis bechsteinii), liliac comun (Myotis myotis)
- nevertebrate (3): croitorul mare al stejarului (Cerambyx cerdo), libelule (Leucorrhinia pectoralis), rădașcă (Lucanus cervus)

Pe lângă speciile protejate, pe teritoriul sitului au mai fost identificate 12 specii de plante, 4 specii de amfibieni, 8 specii de mamifere, 19 specii de nevertebrate, 2 specii de reptile.